# قناة نادي ليفربول
LFC TV هي قناة رسمية مخصصة لنادي ليفربول لكرة القدم أُنشأت في 20 سبتمبر 2007. كانت سابقاً جزءاً من شبكة سيتانتا الرياضية، لكنها حالياً قناة مجانية مستقلة.
القناة تبث دائماً على الموقع الإلكتروني الرسمي للنادي كجزء من اشتراك تذكرة الموسم الإلكتروني "e-Season Ticket".